# Аллику (Харьюмаа)
А́ллику (эст. Alliku) — деревня в волости Сауэ уезда Харьюмаа. 

## География и описание
Расположена в Северной Эстонии. На севере граничит с деревнями Хюйру и Харку, на востоке с Пюха, на юго-востоке и юге с Ванамыйза, на юго-западе с Койду и Лаагри.
На территории деревни река Пяэскюла впадает в реку Вяэна.
Высота над уровнем моря — 32 метра. Климат умеренный. Официальный язык — эстонский. Почтовый индекс — 76403.

## Население
По данным переписи населения 2011 года, в Аллику проживали 1575 человек, из них 1399 (88,8 %) — эстонцы.
По данным переписи населения 2021 года, в деревне насчитывалось 2096 жителей, из них 1878 (89,6 %) — эстонцы.
Численность населения деревни Аллику по данным переписей населения:
| Год  | 1959 | 1970 | 1979  | 1989  | 2000  | 2011   | 2021   |
| ---- | ---- | ---- | ----- | ----- | ----- | ------ | ------ |
| Чел. | 57   | ↗ 58 | ↗ 236 | ↘ 192 | ↗ 233 | ↗ 1575 | ↗ 2096 |

## История

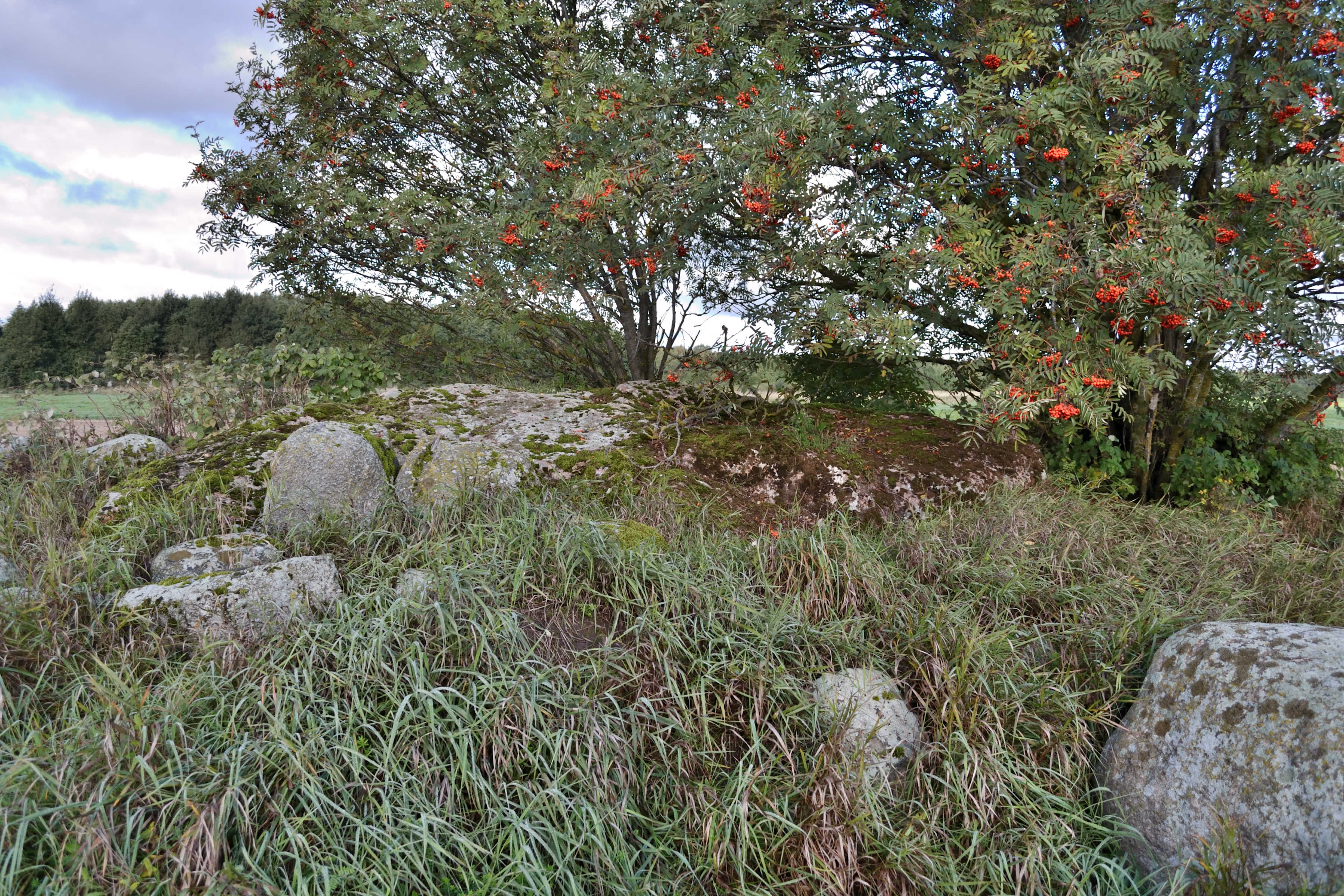
Ритуальный камень в Аллику

На территории Аллику было обнаружено множество объектов, представляющих археологическую ценность. Археологом Мати Манделем были открыты следы поселений второй половины первого тысячелетия нашей эры. Помимо поселений, здесь было обнаружено пять культовых камней и кладбище «Поле Сурнумяэ» (Surnumäe põld), относящееся к первой половине второго тысячелетия нашей эры.
Первые упоминания о деревне содержатся в датской поземельной книге 1241 года. Поселение в ней упоминается под названием Лехмья (Lehmja, Lemethos). В 1586 году деревня упоминалась под названием Ямари (Ämari, Eimersmeki).
В XIX веке в деревне была открыта школа Сауэ, в настоящее время не функционирующая. В 1980-х годах в Аллику находился образцово-показательный совхоз имени Ленина, занимавшийся выращиванием овощей.
24 июля 2012 года от Аллику отделилась деревня Койду. В результате этого, население Аллику сократилось с 1391 до 1145 жителей.